# Peugeot Type 139
La Type 139 è un'autovettura di classe alta prodotta tra il 1911 ed il 1913 dalla casa automobilistica francese Peugeot.

## Profilo
Era una grossa torpedo di dimensioni molto generose (4.5 m di lunghezza) e dalla linea piuttosto semplice.
Introdotta per sostituire la Type 122, la Type 139 rappresentava l'auto ideale per chi voleva qualcosa di costoso e significativo, ma senza dare nell'occhio in maniera eccessiva.
Il passo di 3.16 m garantiva agli occupanti un'abitabilità ed un comfort di alto livello per l'epoca.
La Type 139 era equipaggiata da un motore a 4 cilindri da 3817 cm³ in grado di erogare una potenza massima di 16 CV, non molti, ma in grado di garantire un'ottima erogazione di coppia e quindi un discreto spunto in accelerazione. La velocità massima era di 70 km/h.
Prodotta anche nella variante Type 139 A, fu prodotta complessivamente in 551 esemplari e fu sostituita nel 1914 dalla Type 145.